# 院宮王臣家
院宮王臣家（いんぐうおうしんけ）とは、平安時代初期（8世紀末～9世紀ごろ）、天皇権力と結びついて勢力を強めた少数の皇族・貴族の総称。
「院宮王臣家」の「院」とは太上天皇、「宮」とは三宮（皇后・皇太后・太皇太后）・東宮（皇太子）、「王臣家」とは親王・内親王などの皇親や、おおむね五位以上の公家をそれぞれ指している。
平安時代になると公地公民制は事実上崩壊しており、公営田や官田などの直営田や、諸司田・勅旨田・賜田などの私有地が増大していた。院宮王臣家は下級官人を家人化し、有力農民を保護することで、これらの私有地の集積を進めていった。この動きは、荘園における初期荘園から寄進地系荘園への移行を如実に表すものである。
なお、類した表現として「権門勢家」があるが、これは院宮王臣家だけでなく、宗教勢力や武家勢力をも含む上位概念である。